# Metropolia Monterrey
Metropolia Monterrey – metropolia Kościoła rzymskokatolickiego w Meksyku. Erygowana w dniu 9 czerwca 1922 roku. W skład metropolii wchodzi 1 archidiecezja i 6 diecezji.
W skład metropolii wchodzą:
- Archidiecezja Monterrey
  - Diecezja Ciudad Victoria
  - Diecezja Linares
  - Diecezja Matamoros
  - Diecezja Nuevo Laredo
  - Diecezja Piedras Negras
  - Diecezja Saltillo
  - Diecezja Tampico